# J.M. Redtz

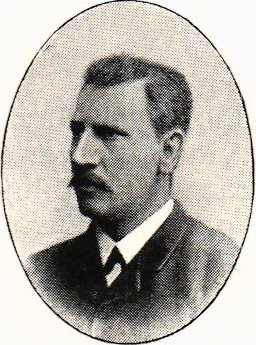
J.M. Redtz

J.M. Redtz, Jonas Magnus Jonasson Redtz, född 12 november 1837 i Moheda socken i Kronobergs län, död 30 januari 1921 i Maria Magdalena församling, Stockholm, var en svensk byggmästare. 
Redtz var verksam som byggmästare i Stockholm från 1859. Han var verkställande direktör för Stockholms Södra Spårvägs AB 1886–88 och 1899–05 samt i Södra Spårvägarnes Trafikaktiebolag 1892–1900. Han var även verkställande direktör för Slakteriaktiebolaget i Stockholm och för Mosebacke Gångbro AB. Han tillhörde Stockholms stadsfullmäktige 1877–1902 och var ledamot i drätselnämnden 1879–1905. Han var ledamot av styrelsen för Stockholms stads arbetsinrättning 1892–1900.